# Alexandra Stein (Volleyballspielerin)
Alexandra Stein (* 12. Dezember 1998 in East Setauket, New York) ist eine US-amerikanische Volleyballspielerin.

## Karriere
Stein spielte 2016 für die „Tribe Athletics“ am College of William & Mary in Williamsburg, Virginia und von 2017 bis 2019 für die „Colgate Raiders“ an der Colgate University in Hamilton, New York. Im Februar/März 2022 spielte die Außenangreiferin beim deutschen Bundesligisten USC Münster. Danach wechselte sie nach Nordengland zum Team Durham.